# Theodoor Verstraete
Theodoor Verstraete (5 de enero de 1850 - 8 de enero de 1907) fue un pintor y grabador realista belga conocido por sus paisajes que representan la vida en el campo, así como por sus pinturas del paisaje costero belga.   Se le ha llamado el 'poeta de la vida rural' que retrató con empatía la vida humilde de la gente del campo.

## Vida

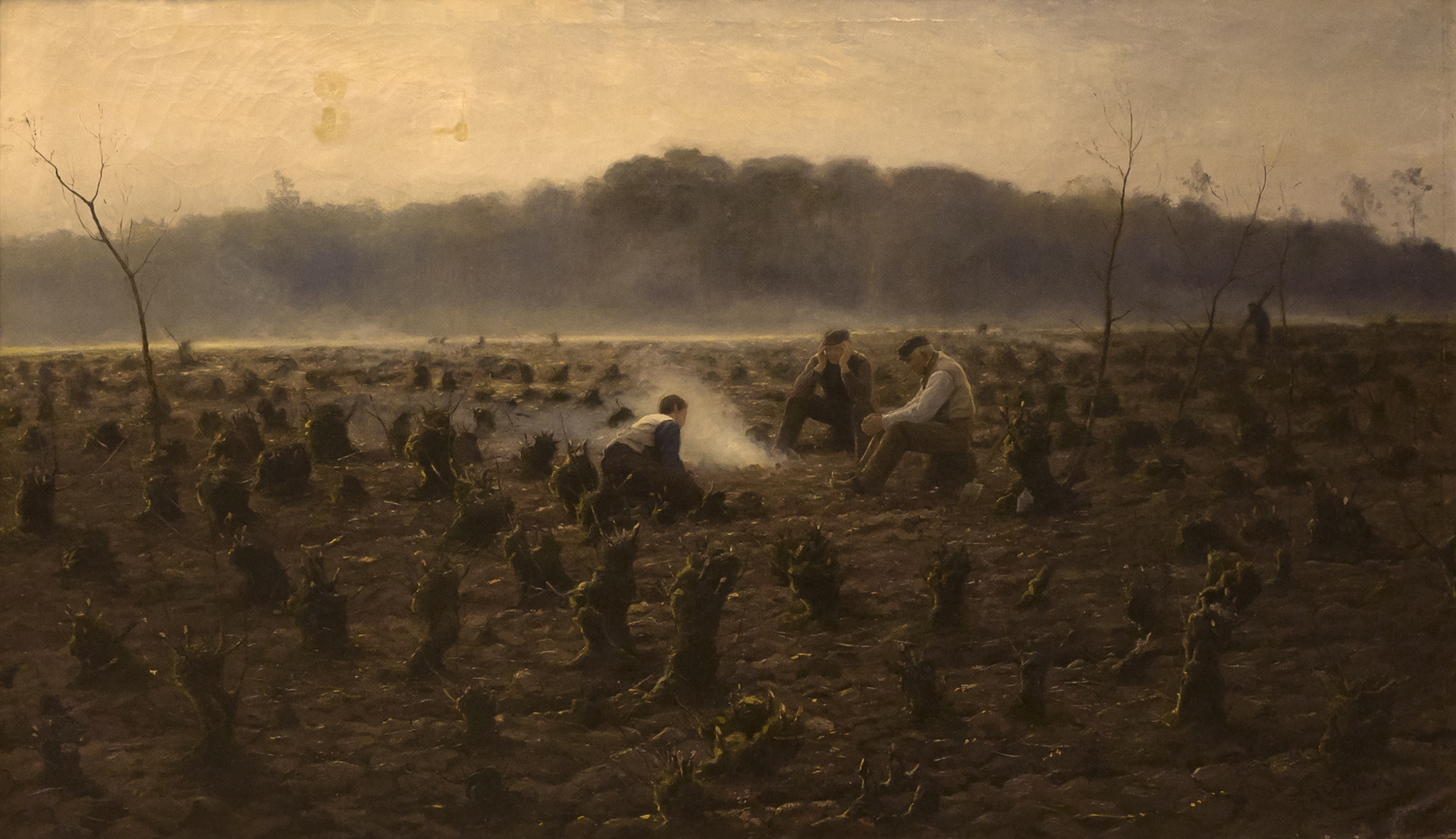

Verstraete nació en Gante, Bélgica, el 5 de enero de 1850. Su padre y su madre se trasladaron a Amberes en 1852. Su padre fue el segundo director del 'Nationaal Toneel" (Teatro Nacional) de Amberes, mientras que su madre, Julie Verstraete-Lacquet, fue una popular actriz. Posteriormente, la familia se trasladó a Bruselas.  Verstraete mostró inicialmente inclinación por la música y acompañó a sus padres en sus giras teatrales, incluido un viaje en 1860 a los Países Bajos. También le gustaba el dibujo. En 1867 comenzó sus estudios en la Academia de Amberes.  En el departamento gráfico, dirigido por Jozef Bal, Verstraete desarrolló sus habilidades para el dibujo y también aprendió la técnica del grabado, que utilizaría a lo largo de su carrera.

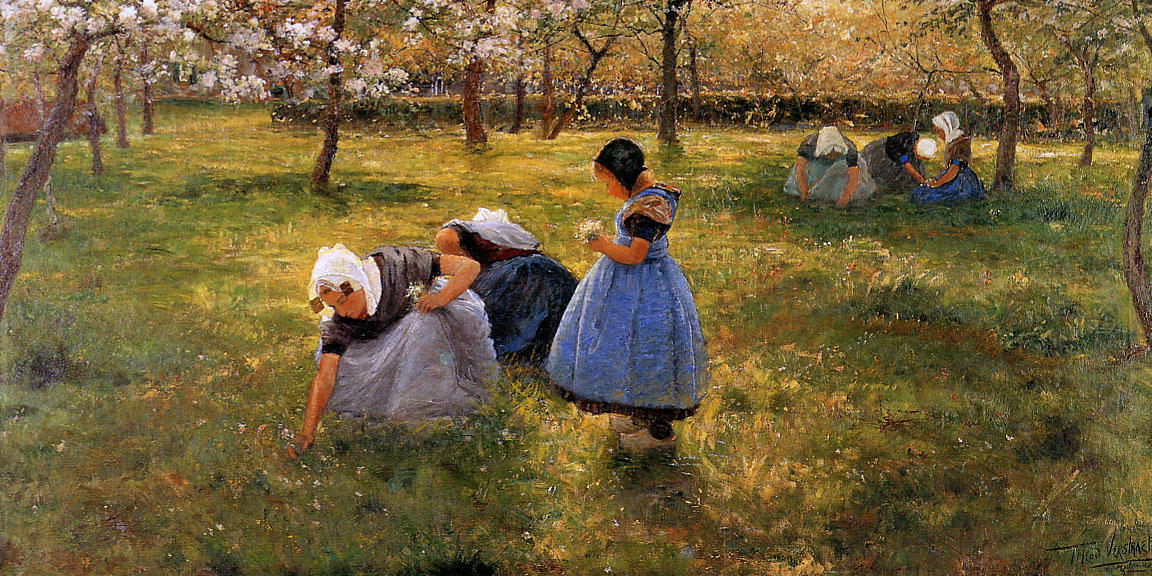
Primavera en Schoore

A partir de 1867 asistió a la clase de pintura en la Academia de Amberes, que estaba dirigida por Jacob Jacobs. Los compañeros de clase de Verstraete incluyeron a Emile Claus, Jef Lambeaux, Edgard Farasyn y Henri Houben. De 1873 a 1878 Verstraete asistió al taller gratuito de Jacob Jacobs, que estuvo vinculado a la Academia. Ese año se casó. Sus finanzas dependían de la ayuda de su madre, así como de su trabajo como batería y pintor decorativo en el teatro.  En ese momento vivía en Bruselas.
Theodoor Verstraete expuso sus primeros lienzos en el Salón de Amberes de 1876 o 1877. A partir de ese momento, contribuyó regularmente a diversas exposiciones. Alcanzó su primer éxito en 1882 con su cuadro Crepúsculo, que obtuvo una mención de honor en París y una medalla de oro en Amberes.
En 1878 Verstraete abandonó la Academia y se fue a trabajar al año siguiente a una pintoresca casa en Brasschaat, cerca de Amberes. Su casa estaba construida en medio de la naturaleza en la región de Campine en Bélgica.  Desde aquí viajaba en su caravana para pintar los paisajes circundantes. Solo visitaba a su familia, que presumiblemente todavía seguía viviendo en Bruselas, los fines de semana.  Verstraete fue llamado el 'pintor de Brasschaat' y otros pintores que trabajaron con él o recibieron capacitación de él fueron considerados miembros de la llamada 'Escuela de Brasschaat' de pintura de paisajes. Jan Frans Simons, Frans Van Ballaer y Jules Guiette fueron considerados miembros de esta escuela. Evert Pieters y Rosa Leigh también son considerados alumnos de Theodoor Verstraete.

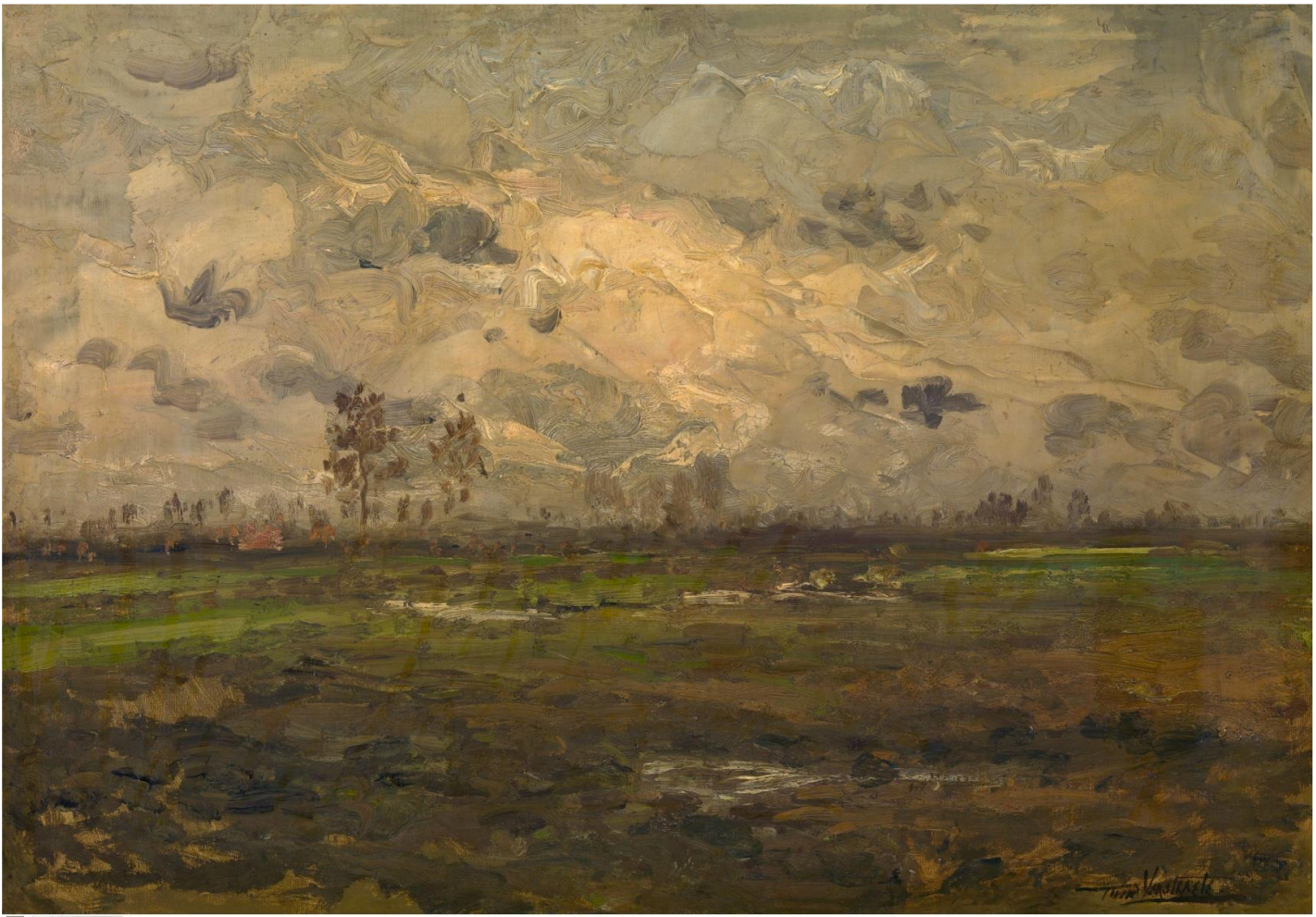
Theodoor Verstraete - The heath

En 1883 Verstraete era uno de los 20 miembros originales del grupo de 'Les XX' (Los Veinte), una asociación de 20 artistas progresistas de Bruselas. Dejó el grupo dos años después, probablemente por su estilo más conservador, que no estaba en la línea de lo que estaban creando los otros artistas del grupo.  Verstraete fue en 1883 cofundador del grupo de artistas de Amberes llamado 'Wees U Zelf' ('Sé tú mismo'). El manifiesto del grupo redactado por Piet Verhaert abogaba por mantener la tradición. Otros miembros incluyeron a Frans Van Kuyck, Eugène Joors, Edgard Farasyn y Emile Claus.  Verstraete fue en 1891 cofundador en Amberes de la asociación de artistas 'De XIII', cuyo objetivo era liberar el arte del academicismo reinante. Planeaba organizar exposiciones anuales (salones) en Amberes, así como exposiciones colectivas. Durante su existencia, la asociación, que se disolvió en 1899, organizó tres salones. 

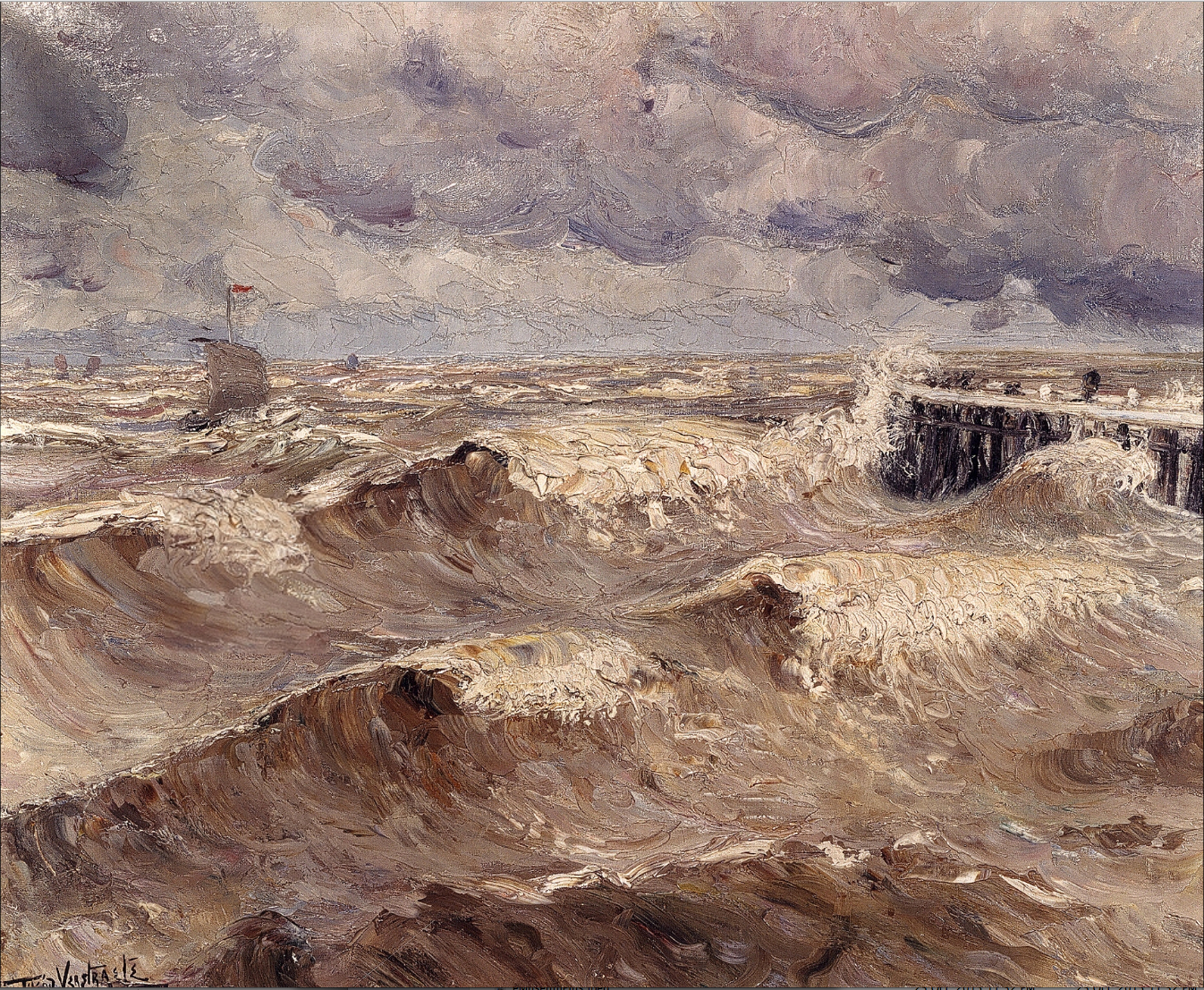
La marea alta

La situación financiera de Verstraete mejoró después de que le presentaran en 1886 al coleccionista de arte y mecenas Henri Van Cutsem. Van Cutsem animó a Verstraete a viajar a varios lugares de los Países Bajos, como Hansweert, Leiden, Utrecht y Schoore en Zelanda, donde grabó y pintó. Theodoor Verstraete también pasó un tiempo en Blankenberge, en la costa belga, donde Van Cutsem era propietario de una villa e invitaba a sus amigos artistas a visitarle. Verstraete quedó fascinado con el espectáculo móvil del agua y el aire cerca del mar. Si bien la relación con Van Cutsem resultó en una mejora considerable de las finanzas de Verstraete, en 1893 sufrió un derrame cerebral, que posiblemente lo llevó a la ceguera y la incapacidad para hablar. Esto marcó el final de la carrera artística de Verstraete.
A partir de entonces, el indigente Verstraete solo pudo sobrevivir financieramente gracias al apoyo de su patrón Henri Van Cutsem, quien le dio después de 1904 un estipendio mensual. Van Cutsem también compraba regularmente cuadros de Verstraete, que luego devolvía al artista. Las exposiciones retrospectivas de 1895 en Zaal Verlat y en 1906 organizadas por Kunst van Heden, que también incluían obras de Willem Linnig the Younger, también fueron una buena fuente de ingresos.

## Muerte y legado

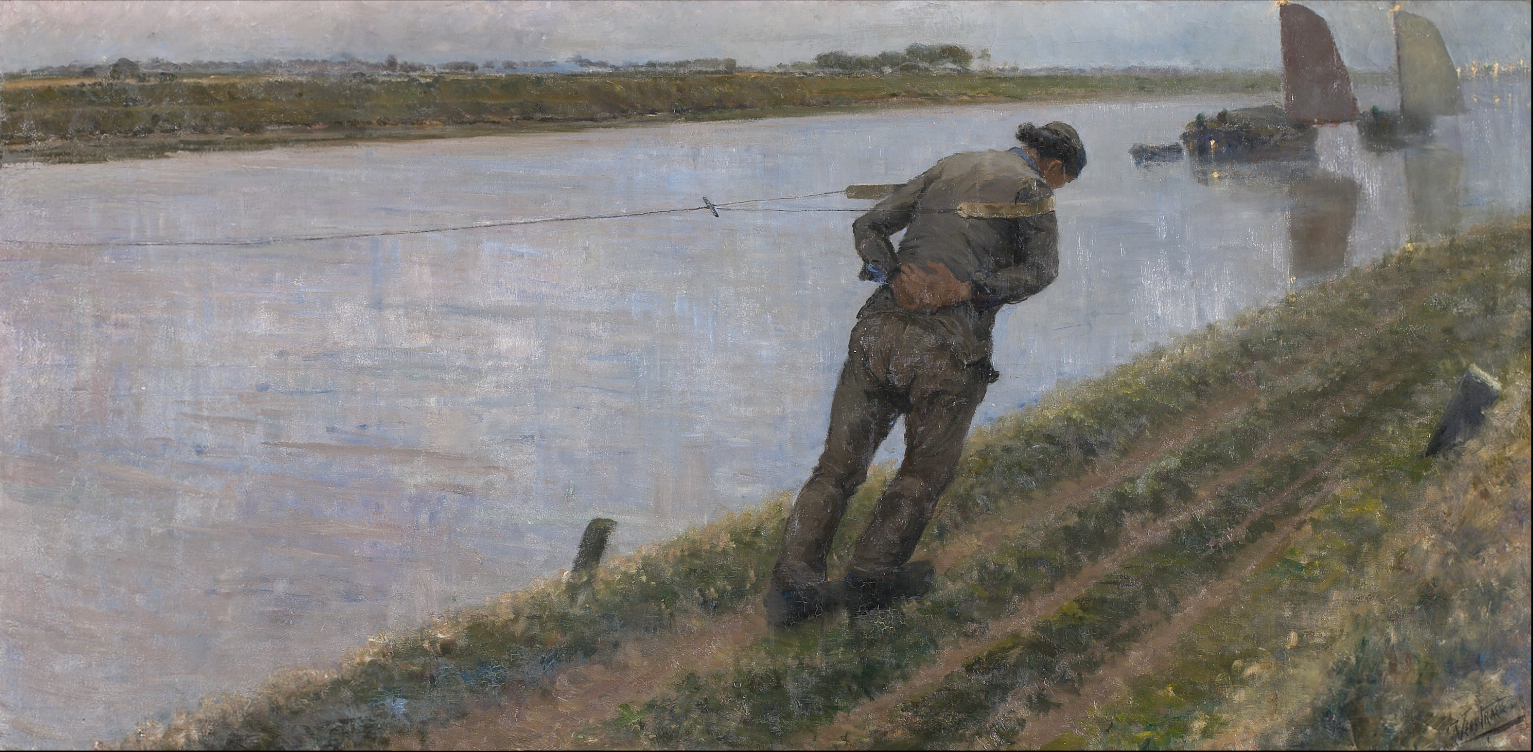
El transportista a la sirga

Durante sus últimos años, Theodoor Verstraete siguió padeciendo problemas de salud y discapacidad mental. Después de su muerte el 8 de enero de 1907, fue enterrado junto a Hendrik Conscience en el parque honorario del cementerio Kiel en Amberes. El 15 de abril de 1942 sus restos fueron trasladados al parque honorífico del cementerio Schoonselhof de Amberes.  En 1909 se erigió una estatua y monumento a Verstraete en el Stadspark ('Parque de la ciudad') de Amberes. Fue esculpido y donado por Guillaume Charlier. 

## Obra
Theodoor Verstraete pintó paisajes realistas con figuras, escenas de pueblos y escenas de animales. Inicialmente empleó una paleta sobria, pero gradualmente comenzó a usar tonos más brillantes. Verstraete utilizó tanto el óleo como la acuarela y también produjo muchos aguafuertes. Su obra estuvo influenciada por el realismo de Jean-François Millet así como por otros miembros de la escuela francesa de Barbizon.

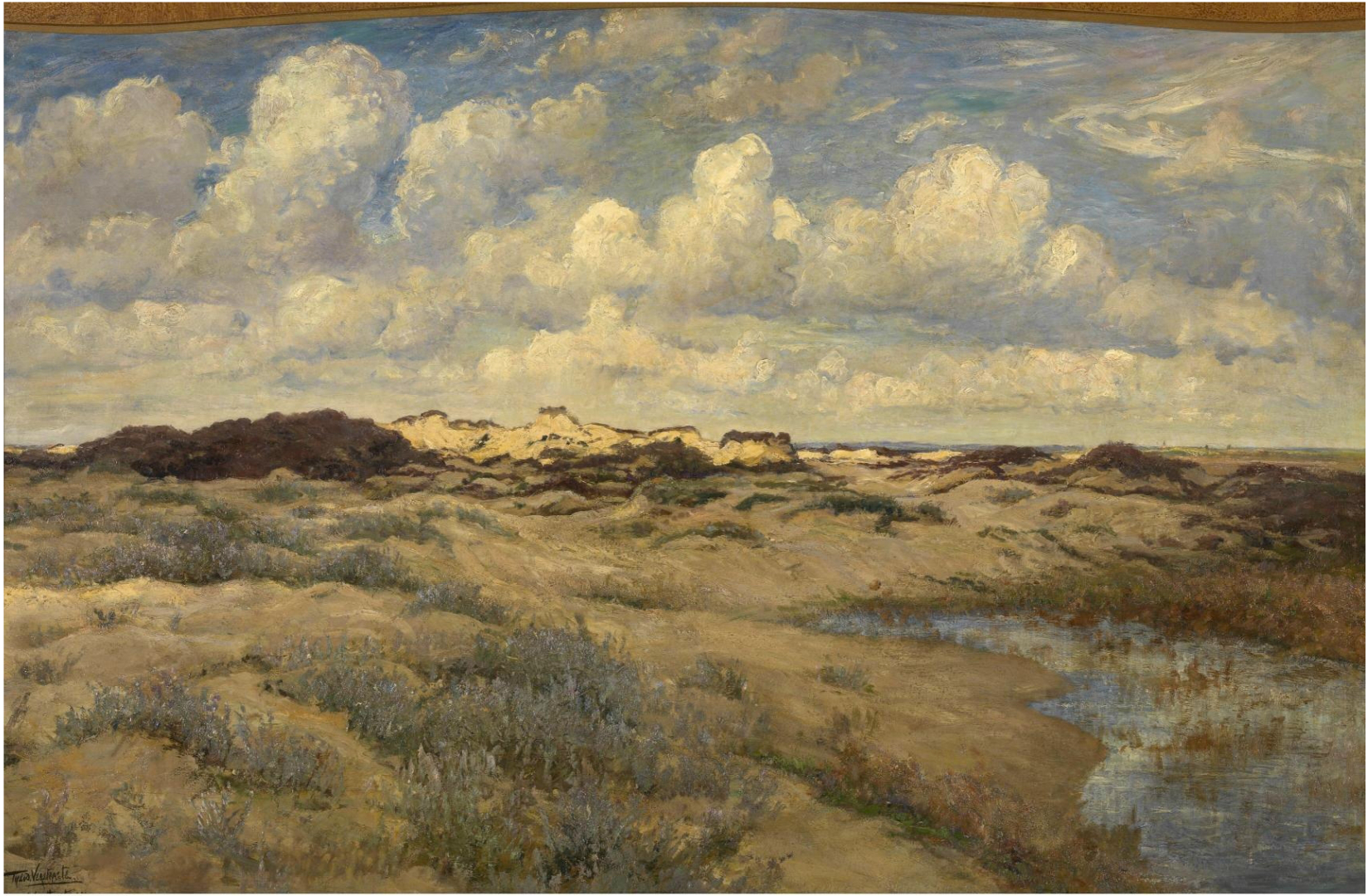
Después de la lluvia

Verstraete formó parte de un grupo de pintores belgas que se refugiaron de la complejidad de la vida urbana para buscar la sencillez, la pureza y la naturalidad en el campo preindustrial. Vieron el campo como un mundo sereno, que contrastaba fuertemente con su entorno urbano. Allí buscaban la quietud y la contemplación y se identificaban con los sencillos lugareños. Tenían un cariño particular por la región de Campine, que estaba relativamente aislada y no había sido afectada por la industrialización. Algunos de estos artistas, como Frans Van Leemputten y Verstraete que trabajaron en Campine, retrataron la realidad rural desde su punto de vista urbano.
En sus primeras obras creadas en Brasschaat, Theodoor Verstraete fue impulsado por su conciencia social y compasión con los aldeanos. Verstraete describió sus obras como expresiones de sus sentimientos de compasión y admiración por los campesinos que tenían que luchar con la tierra ingrata para sobrevivir. Pintó tristes representaciones de campesinos profundamente devotos y trabajadores resignados en un ambiente melancólico.  Estas melancólicas obras tempranas, como Después del funeral (1876-1880, Museos Reales de Bellas Artes de Bélgica), expresan en su atmósfera lúgubre la pobreza de los campesinos y su sumisión a la tierra.  Las obras de este período muestran temas que permitieron a Verstraete dar rienda suelta a su afán de ensoñación poética y sentimentalismo. 

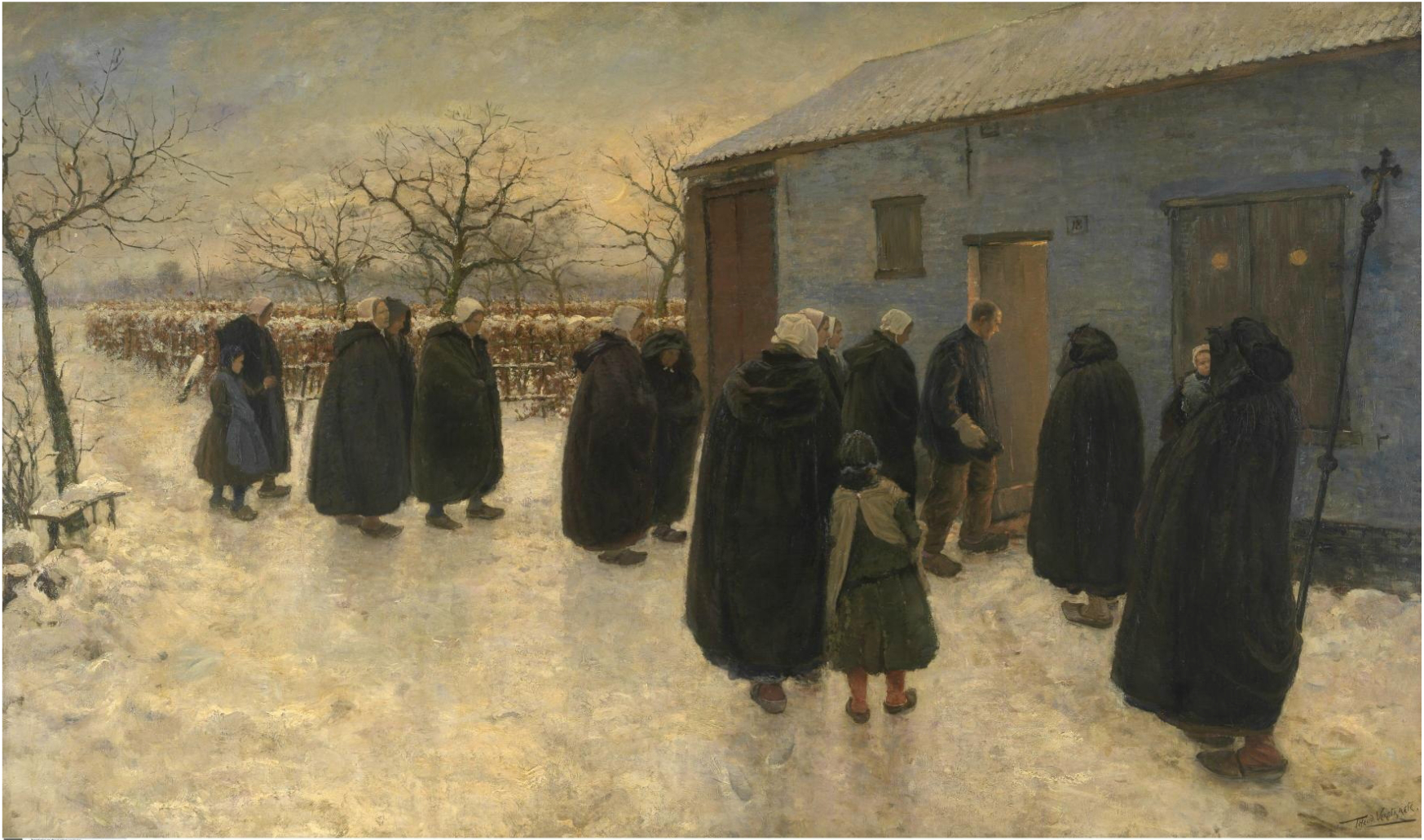
Hacia la vigilia

Después de que Verstraete comenzara a trabajar en Zelanda en los Países Bajos y en la costa durante el período de 1886 a 1890, su obra perdió su pesimismo anterior. Más que escenas nocturnas o invernales o figuras de gentes empobrecidas, pintó sus paisajes y figuras con una paleta clara, a plena luz del sol. Esta atmósfera totalmente diferente refleja hasta cierto punto las diferencias entre los paisajes de Campine y de Zelanda.  La obra posterior de Verstraete abandonó su toque sentimental y dio descripciones más objetivas y neutrales de algunos de los temas que trató anteriormente. Esto se muestra en obras como Hacia la vigilia (1889-1890, Museo Real de Bellas Artes de Amberes). La composición representa a campesinos y campesinas caminando hacia una casa de labranza para rezar por alguien que ha muerto allí. Las dimensiones de este cuadro son particularmente grandes: 172 cm de alto y 294 cm de ancho. La temática de Verstraete también cambió y pasó a tratar temas más prosaicos como un arriero, una pareja de campesinos cerca de la barrera del corral y un jardinero agachado cerca de unas macetas. 